# Aufidus lieftincki
Aufidus lieftincki är en insektsart som beskrevs av Victor Lallemand 1939. Aufidus lieftincki ingår i släktet Aufidus och familjen spottstritar. Inga underarter finns listade i Catalogue of Life.